# Junko Ozawa
Junko Ozawa (小澤 純子 Ozawa Junko?,  nacido el 7 de diciembre de 1973 en Kanagawa) es una exfutbolista japonesa que jugaba como guardameta.
Ozawa jugó 21 veces para la selección femenina de fútbol de Japón entre 1993 y 1997. Ozawa fue elegida para integrar la selección nacional de Japón para los Copa Mundial Femenina de Fútbol de 1995 y Juegos Olímpicos de Verano de 1996.

## Trayectoria

### Clubes
| Club              | País  | Año         |
| ----------------- | ----- | ----------- |
| Nissan FC Ladies  | Japón | 1989 - 1993 |
| Tokyo Shidax LSC  | Japón | 1994 - 1995 |
| Fujita SC Mercury | Japón | 1996 - 1997 |

### Selección nacional
| Selección | País  | Año         |
| --------- | ----- | ----------- |
| Absoluta  | Japón | 1993 - 1997 |

## Estadística de equipo nacional
| Selección femenina de fútbol de Japón | Selección femenina de fútbol de Japón | Selección femenina de fútbol de Japón |
| Año                                   | Partidos                              | Goles                                 |
| ------------------------------------- | ------------------------------------- | ------------------------------------- |
| 1993                                  | 4                                     | 0                                     |
| 1994                                  | 6                                     | 0                                     |
| 1995                                  | 5                                     | 0                                     |
| 1996                                  | 5                                     | 0                                     |
| 1997                                  | 1                                     | 0                                     |
| Total                                 | 21                                    | 0                                     |